# Dolmen de Kerveresse
Le dolmen de Kerveresse, appelé aussi Er Roh ou Men Drein, est un dolmen situé à Locmariaquer, dans le département français du Morbihan.

## Historique
En 1867, Lukis a fait un relevé topographique du monument. Le dolmen est classé au titre des monuments historiques en 1889.

## Description
Le dolmen est du type dolmen à couloir mais celui-ci est désormais détruit. Il ouvre à l'est-nord-est. Du monument d'origine, seuls subsistent la chambre et le début du couloir. L'ensemble est délimité par treize orthostates, qui supportent deux dalles de couverture. Trois orthostates comportent des signes gravés,. La dernière dalle-support du côté droit de la chambre comporte un décor gravé composé de crosses et d'une hache emmanchée, ce décor étant accentué par un dessin naturel de la pierre, en forme d'arc en creux. La face interne de la dalle de couverture recouvrant la chambre comporte de nombreuses cupules,.